# National Association of Colored Graduate Nurses

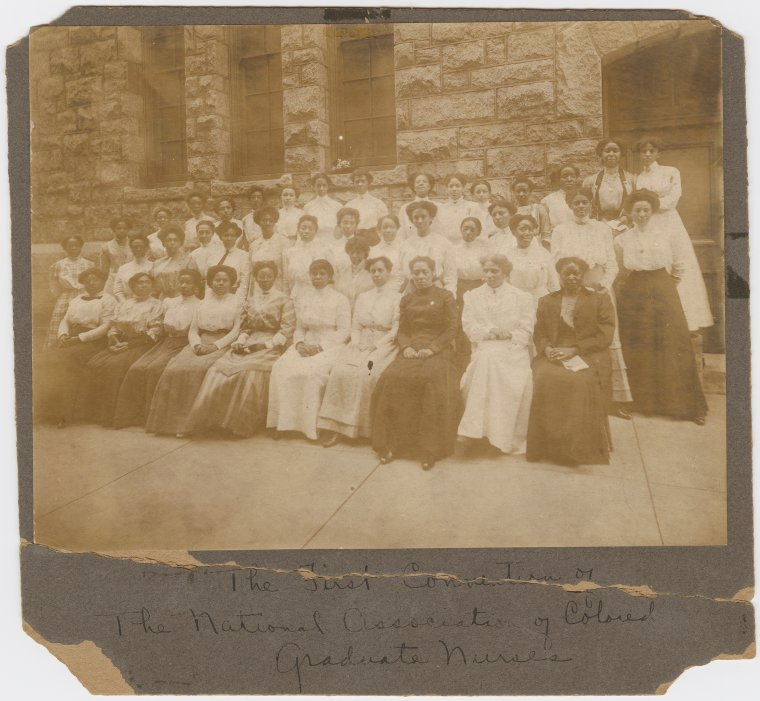
Erste Versammlung der National Association of Colored Graduate Nurses, 1909

Die National Association of Colored Graduate Nurses (engl. für Nationale Vereinigung farbiger graduierter Krankenschwestern) war eine in den Vereinigten Staaten von Amerika im Jahre 1908 gegründeter Berufsverband für afroamerikanische Krankenschwestern.
In den frühen Jahren des 20. Jahrhunderts war die American Nurses Association (ANA), der Berufsverband amerikanischer Krankenschwestern zwar theoretisch auch für schwarze Krankenschwestern geöffnet, jedoch waren die Berufsverbände in den Bundesstaaten meist nicht bereit Schwarze in ihre Reihen aufzunehmen. Ohne die bundesstaatliche Zulassung war auch die Aufnahme in die übergreifende ANA nicht möglich. Daraufhin beschlossen 52 Krankenschwestern, darunter Martha Minerva Franklin, Adah Belle Samuels Thoms und Mary Eliza Mahoney eine eigene berufsständische Organisation für farbige Pflegekräfte zu gründen. Sie trafen sich 1908 in New York City und gründeten die National Association of Colored Graduate Nurses (NACGN). Franklin wurde zu ihrer ersten Präsidentin gewählt. Die Vereinigung setzte sich drei zentrale Ziele: Die Standards und Interessen der professionellen Krankenschwestern weiterzuentwickeln, die Diskriminierung innerhalb der professionellen Krankenpflege zu bekämpfen und Leitungsfunktionen innerhalb der Ränge schwarzer Schwestern zu entwickeln.
Die Vereinigung kämpfte u. a. dafür schwarze Krankenschwestern beim Roten Kreuz zuzulassen und den farbigen Schwestern den Weg in das United States Army Nurse Corps zu ebnen. Zu den ersten Unterstützern der NACGN gehörte die National Medical Association, eine Vereinigung schwarzer Ärzte. Diese luden die NACGN ein mit ihnen gemeinsam ihre Versammlungen durchzuführen und veröffentlichten die von Pflegekräften geschriebenen Artikel in ihrer Verbandszeitschrift.
Als die Diskriminierung in den ursprünglich weißen Berufsverbänden und Pflegeschulen gegen Ende der 1940er und den 1950ern nachließ, entschied die NACGN 1949 das ihre Ziele erreicht wären und gingen 1951 in der ANA auf. Diese übernahm dabei die 1936 gestiftete Auszeichnung, den Mary Mahoney Award, eine Medaille die zweijährlich an Pflegekräfte aus ethnischen Minderheiten verliehen wird.

## Bekannte Mitglieder
- Carrie E. Bullock (Präsidentin der NACGN 1927 bis 1930, Herausgeberin des The National News Bulletin)
- Frances Reed Elliot (erste Schwarze im amerikanischen Roten Kreuz)
- Martha Minerva Franklin (erste Präsidentin der NACGN)
- Hulda Margaret Lyttle (Autorin School for Negro Nurses)
- Mary Eliza Mahoney (erste schwarze staatlich anerkannte Krankenschwester)
- Mabel Keaton Staupers (Trägerin der Spingarn Medal)
- Adah Belle Samuels Thoms (American Nurses Association Hall of Fame)